# Composizioni di Niccolò Paganini

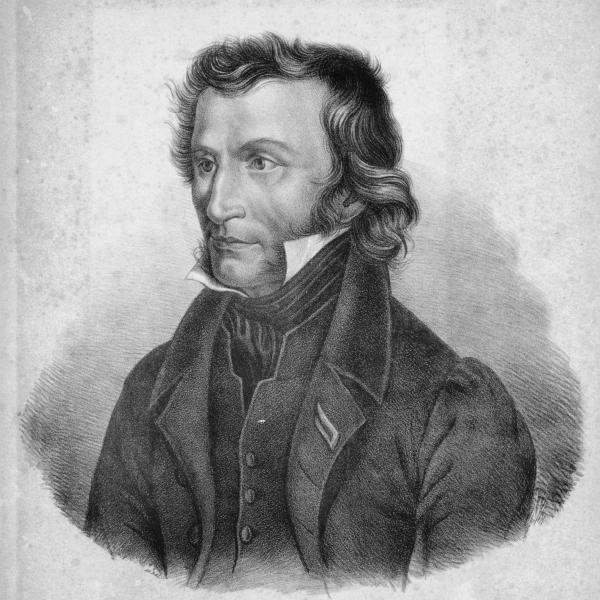
Paganini nel 1828.

La seguente lista delle composizioni di Niccolò Paganini (1782-1840) elenca le composizioni presenti nel catalogo tematico delle musiche di Niccolò Paganini o catalogo Moretti-Sorrento, comunemente abbreviato MS. Tale catalogo tematico fu commissionato nel 1982 dalla città di Genova, in occasione delle celebrazioni per il bicentenario della nascita del compositore, e venne curato dalle musicologhe italiane Maria Rosa Moretti e Anna Sorrento.

## In catalogo
| MS      | Anno       | Opus    | Composizione | Tonalità | Organico                                               | Note |
| ------- | ---------- | ------- | --- | --- | ------------------------------------------------------ | --- |
| 1       | 1795 circa |         | Carmagnola con variazioni | la maggiore | violino e chitarra                                     | 14 Variazioni sull'Inno francese "Carmagnole"                                                                                  |
| 2       | 1804       | op. 61  | Sonata concertata | la maggiore | violino e chitarra                                     | |
| 3       | 1803/04    |         | Grande Sonata | la maggiore | chitarra, con accompagnamento per violino              | |
| 4       | 1804       |         | Divertimenti Carnevaleschi 20 pezzi | | due violini e violoncello                              | Per 2 violini e violoncello; tempi: Minuetto, Alessandrina 1-6, Perigordino 1-2, Valzer 1-4, Scozzese, Inglese 1-6, Variazioni |
| 5       | 1805/09    |         | Napoléon, sonata con variazioni | mi bemolle maggiore | quartetto d'archi (anche per violino e orchestra)      | |
| 6       | 1805/09    |         | Sonata a violino solo | do maggiore | violino                                                | |
| 7-13    | 1805/09    |         | Sette sonate "Lucca" | | violino e chitarra                                     | |
| 8       | 1805/09    |         | Entrata d'Adone nella reggia di Venere | | violino e chitarra                                     | |
| 14, 16  |            |         | Serenate per mandolino e chitarra | mi minore, sol maggiore | mandolino e chitarra                                   | |
| 15      |            |         | Quattro notturni | | quartetto d'archi                                      | |
| 17      |            |         | Serenata in do maggiore | | viola, violoncello e chitarra                          | |
| 18      |            |         | Polacca con variazioni | la maggiore | violino e orchestra                                    | |
| 19      |            | op. 8   | Le Streghe, variazioni sul tema del balletto "Il noce di Benevento" di Franz Xaver Süssmayr | | violino e orchestra                                    | |
| 20      |            |         | Tre quartetti per archi | | quartetto d'archi                                      | |
| 21      |            | op. 6   | Concerto per violino e orchestra n. 1 | re maggiore | violino e orchestra                                    | |
| 22      |            | op. 12  | Non più mesta, variazioni sul rondò "Non più mesta accanto al fuoco" da Cenerentola di Rossini | mi bemolle maggiore | violino e orchestra                                    | |
| 23      |            |         | Sonata a preghiera "Variazioni su Mosè" (Mose-Fantasia), variazioni sul tema "Dal tuo stellato soglio" dal Mosè in Egitto di Rossini | fa maggiore | violino e orchestra                                    | |
| 25      |            | op. 1   | 24 Capricci | | violino solo                                           | |
| 26      |            | op. 2   | Sei sonate | | violino e chitarra                                     | |
| 27      | 1805       | op. 3   | Sei sonate | | violino e chitarra                                     | |
| 28-42   | 1818-1821  | op. 4-5 | Quindici quartetti per archi e chitarra | la minore, do maggiore, la maggiore, re maggiore, do maggiore, re minore, mi maggiore, la maggiore, re maggiore, fa maggiore, si maggiore, la minore, fa maggiore, la maggiore, la minore | violino, viola, violoncello e chitarra                 | |
| 43      | 1818-1819  |         | 43 Ghiribizzi | | chitarra                                               | |
| 44      | 1820-1821  |         | Nel cor più non mi sento, introduzione e variazioni sull'aria "Nel cor più non mi sento" dall'opera "La bella molinara" di Giovanni Paisiello | sol maggiore | violino solo                                           | |
| 45      | 1823       | op. 19  | Cantabile e Valtz | mi maggiore | violino e chitarra                                     | |
| 47      | 1827       |         | Sonata con variazioni, sul tema "Pria ch'io l'impegno" dall'opera "L'amor marinaro" di Joseph Weigl | mi maggiore | violino e orchestra                                    | |
| 48      | 1825-1826  | op. 7   | Concerto per violino e orchestra n. 2 "La campanella" | si minore | violino e orchestra                                    | |
| 49      |            |         | Adagio | | violino e orchestra                                    | |
| 50      | 1825-1826  |         | Concerto per violino e orchestra n. 3 | mi maggiore | violino e orchestra                                    | |
| 52      |            |         | Maestosa Sonata Sentimentale, variazioni sull'inno austriaco "Gott erhalte Franz den Kaiser" di Franz Joseph Haydn | | violino e orchestra                                    | |
| 56      | 1829       | op. 9   | God Save the King, variazioni sull'inno nazionale inglese | | violino solo (e pianoforte)                            | |
| 57      |            |         | Sonata Varsavia, variazioni su una mazurka di Józef Elsner | | violino e orchestra                                    | |
| 59      | 1829-1830  | op. 10  | Il Carnevale di Venezia, variazioni sul canto napoletano "O mamma, mamma cara" | la maggiore | violino e orchestra                                    | |
| 60      |            |         | Concerto per violino e orchestra n. 4 | re maggiore | violino e orchestra                                    | |
| 65      |            |         | Composizione per corno, fagotto e orchestra | | corno, fagotto e orchestra                             | |
| 66      |            |         | Sonata movimento perpetuo | | violino e orchestra                                    | |
| 67      |            |         | Le Couvent du Mont Saint Bernard | | violino, coro senza parole e orchestra                 | |
| 68      |            |         | Caprice d'Adieu | | violino solo                                           | |
| 69      |            |         | Terzetto | re maggiore | violino, violoncello e chitarra                        | |
| 70      | 1834       | op. 35  | Sonata per la Grand Viola | do minore | viola e orchestra                                      | |
| 71      |            | op. 14  | Variazioni sul Barucabà, sessanta variazioni su una melodia genovese | | violino e chitarra                                     | |
| 72      | 1830       | op. 11  | Moto Perpetuo: Allegro vivace a movimento perpetuo | do maggiore | violino e orchestra                                    | |
| 73      |            |         | La Primavera, sonata con variazioni | la maggiore | violino e orchestra                                    | |
| 74      |            |         | Balletto Campestre, variazioni su un tema | | violino e orchestra                                    | |
| 75      |            |         | Concerto per violino e orchestra n. 6 | mi minore | violino e orchestra                                    | |
| 76      |            |         | Tarantella | la minore | violino e orchestra                                    | |
| 77      | 1819       | op. 13  | I Palpiti, variazioni sul tema "Di tanti palpiti" dal Tancredi di Rossini | | violino e orchestra                                    | |
| 78      |            |         | Concerto per violino e orchestra n. 5 | la minore | violino e orchestra                                    | |
| 79      |            |         | Marie Luisa, sonata con variazioni | mi maggiore | quartetto d'archi                                      | |
| 80      |            |         | Valzer | |                                                        | |
| 81      |            |         | Inno patriottico | la maggiore | violino solo                                           | |
| 82      |            |         | Tema variato | la maggiore | violino solo                                           | |
| 83      |            |         | Sonata | | violino solo                                           | |
| 84-97   |            |         | Ventidue pezzi per chitarra sola: cinque sonatine, Allegretto in la maggiore, Sonata in mi maggiore, Andantino in sol maggiore, Andantino in do maggiore, Allegretto in la maggiore, Allegretto in la minore, Valzer in do maggiore, Rononcino in mi maggiore, Valzer in mi maggiore, Andantino in do maggiore, Sinfonia della Lodovisia in re maggiore, Andantino in sol maggiore, Valze in do maggiore, Trio in fa maggiore, Andantino in fa maggiore, Marcia in la minore, Sonata in la maggiore, Marziale (con Trio) in mi maggiore | | chitarra                                               | |
| 106     |            |         | Menueto | mi maggiore | mandolino                                              | |
| 107     |            |         | Tre duetti concertanti | | violino e violoncello                                  | |
| 109     |            | op. 17  | Cantabile | re maggiore | violino e pianoforte                                   | |
| 110     |            |         | Sei duetti | | violino e chitarra                                     | |
| 111     |            |         | Duetto amoroso | do maggiore | violino e chitarra                                     | |
| 112     | 1828 ca.   |         | 18 Centone di sonate | | violino e chitarra                                     | |
| 114     |            |         | Terzetto concertante | re maggiore | viola, violoncello e chitarra                          | |
| 115     |            |         | Serenata | fa maggiore | due violini e chitarra                                 | |
| 116     |            |         | Terzetto | la minore | due violini e chitarra                                 | |
| 117     |            |         | In cuor più non mi sento | la maggiore | violino, con accompagnamento per violino e violoncello | |
| 130     |            |         | Tre duetti concertanti | | violino e fagotto                                      | |
| 133-134 | 1806-1809  |         | Dodici sonate di Lucca | | violino e chitarra                                     | |

## Fuori catalogo

### Per chitarra
- 5 pezzi per chitarra (1800)[3]
- 12 pezzi per chitarra senza numero:[3]
  - a1) Minuetto (mi maggiore)
  - a2) Rondò Allegro (mi maggiore)
  - b) Andantino (do maggiore) ??(MS.89 or 97)
  - c) Allegretto (la maggiore) ??(MS.86 or 90)
  - d1) Allegretto (la maggiore) ??(MS.86 or 90)
  - d2) Minuetto (la minore)
  - e1) Valtz (do maggiore) ??(MS.92 or 100)
  - e2) Valtz (do maggiore) ??(MS.92 or 100)
  - e3) Rondocino (do maggiore)
  - f1) Valtz (mi maggiore) ??(MS.96)
  - f2) Andantino (do maggiore) ??(MS.89 or 97)
- 5 pezzi per chitarra (Prima ed.: Milano, Ricordi, 1975):[3]
  - Scherzo (do maggiore)
  - Sonatina (do maggiore)
  - Rondò (do maggiore)
  - Allegretto (mi maggiore)
  - Minuetto (mi maggiore)

### Musica da camera
- "6 Duettini" per violino e chitarra[3]
- "Variazioni di bravura" (sul Capriccio n. 24) per violino e chitarra[4]
- "6 Duetti Fiorentini" per violino e pianoforte (Ed. Max Kergl)[4]
- "Sonata a violino principale" (per violino solista, violino e violoncello)[3][4]
- "Introduzione e tema con variazioni" (per violino solista e quartetto d'archi)[3]
- "6 Preludi" (per 2 violini e basso)[3]
- "Sonata e variazioni" per chitarra, violino, viola(parte perduta) e violoncello (Collezione privata degli eredi di Camillo Sivori)[4]

### Vocale
- "Fantasia vocale" (aria per soprano e orchestra)[3]
- La Farfalletta (per voce e pianoforte)[3]